# Zdeněk Urban (fotbalista, 1963)
Zdeněk Urban (* 8. prosince 1963 Chomutov) je bývalý český fotbalový útočník.

## Fotbalová kariéra
V československé lize hrál za TJ Dynamo České Budějovice. V československé lize nastoupil ve 38 utkáních a dal 8 gólů. Dále hrál za VTŽ/VT Chomutov, VTJ Tábor, FK Teplice, FC MUS Most 1996 a na začátku 90. let v Turecku.

## Ligová bilance
| Ročník                                   | Zápasy | Góly | Klub                       |
| ---------------------------------------- | ------ | ---- | -------------------------- |
| 1. československá fotbalová liga 1985/86 | 19     | 5    | TJ Dynamo České Budějovice |
| 1. československá fotbalová liga 1986/87 | 19     | 3    | TJ Dynamo České Budějovice |
| CELKEM                                   | 38     | 8    |                            |